# 빅토르 히베이루
빅토르 히베이루(포르투갈어: Victor Ribeiro, 1999년 3월 18일~)는 브라질의 축구 선수이다.

## 선수 경력
창원 FC (2023)
양평 FC (2024)
경주 한국수력원자력 FC (2025~)

## 참고 문헌
- “빅토르 히베이루”. 《트랜스퍼마켓》.